# Tiencsini koncessziós zónák

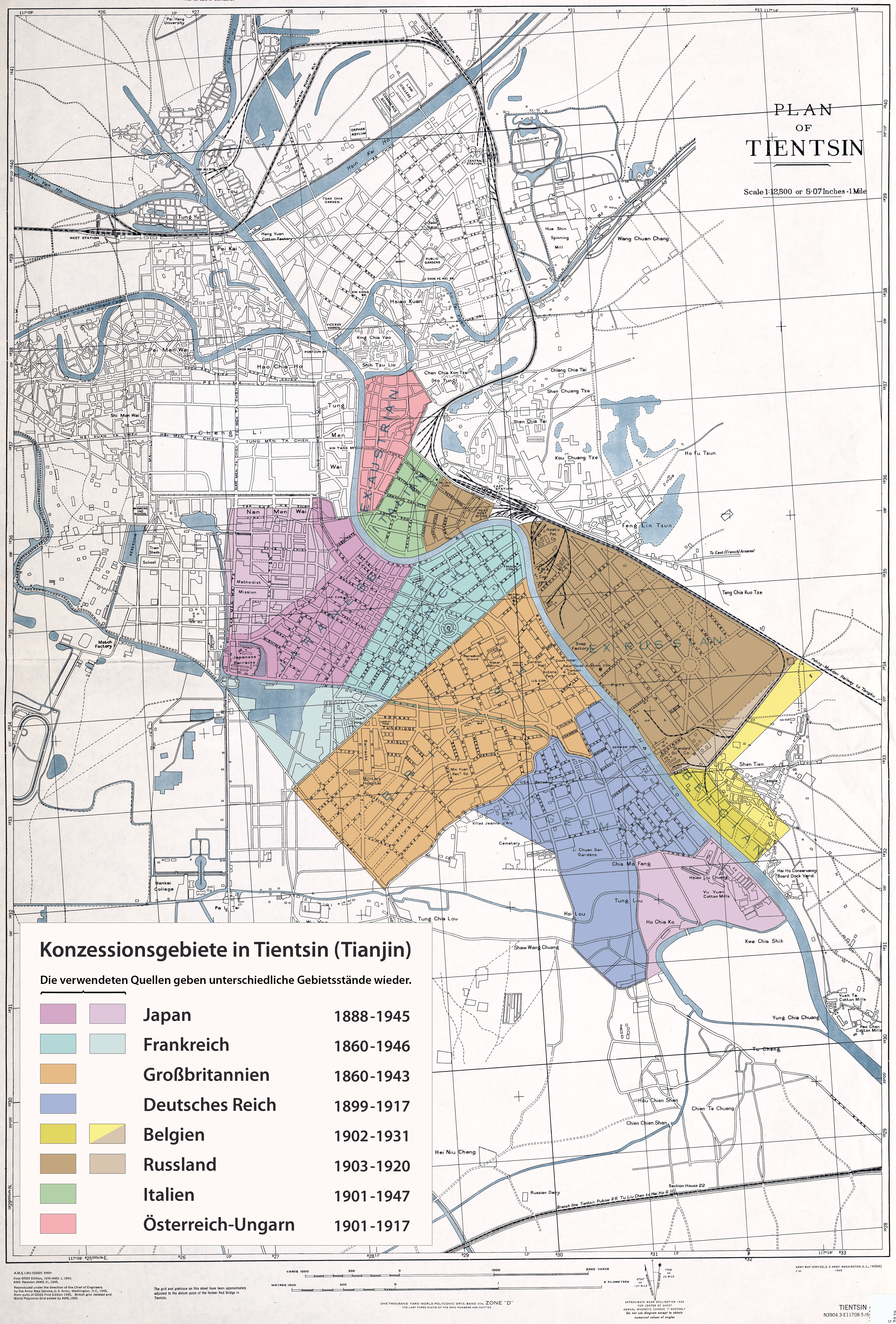

A tiencsin (tianjin)i koncessziós zónák Kínában Tiencsin (Tianjin) város délkeleti részén alapított koncessziós területek, melyek kilenc ország által igazgatott különleges közigazgatási autonómiaként működtek. A koncessziót a félgyarmati sorba került Kína uralkodóháza, a Csing-dinasztia (Qing-dinasztia) adta át több külföldi imperialista hatalomnak.
A koncesszió területének rögzítésére a bokszerlázadást lezáró békekötés keretében 1901. szeptember 7-én került sor Peking (Beijing)ben, a konfliktusban nemzetközi erőként fellépő nyolc nemzet szövetségével. Ez alapján a már korábban 1860-ban átadott tiencsini (tianjini) és sanghaji francia és angol koncessziós területek mellett más nemzetek is területekhez jutottak.
A tengeri kijárattal is rendelkező, akkor egymillió lakosú Tiencsin (Tianjin) város területének hatvan százalékát feloszthatták egymás között a harcokban részt vett államok. Így a Hajho (Hai he) folyó jobb partján nyugati oldalon megalakultak a japán, a francia, az angol, illetve a német koncessziós területek, míg a folyó bal partján a keleti oldalon helyet kapott az osztrák–magyar, az olasz, a belga és az orosz koncesszió. Az Osztrák–Magyar Monarchia által birtokba vett Tiencsin (Tianjin) belvárosban található rész mintegy százötven hektáros területet tett ki.
A koncessziók 1860 és 1945 között működhettek és komoly befolyást gyakoroltak a város későbbi életére. Jelentős beruházások történtek és a koncessziós időben épített épületek közül több a mai napig is fennmaradt. Ezek közül a fontosabbak részei lettek a kínai örökségvédelmi programnak, továbbá a nemzetközi jelenlét is nagyban hozzájárult, hogy az illetékes hatóság 2002-ben 103 kínai várossal együtt a „történelmileg és kulturálisan nevezetes városok” közé sorolta Tiencsint (Tianjint).

## Történeti előzmények
A 19. századot megelőző időszakban a kínaiak nézete szerint az európai hatalmi jelenlét elfogadhatatlan volt számukra, mert ez az erős császárság hatalmát ásta volna alá. Ugyanakkor európai termékek áramlottak a birodalomba, és a nagyhatalmak részéről egyre nagyobb gazdasági érdek mutatkozott a kínai piac befolyásolására. Az európai hittérítők is megjelentek, és részt vettek a kínai-európai viszony formálásában, missziójuk eredményeként egyre több kínai tért át a keresztény hitre. A 18. század végére meghatározóvá vált az angol misszió és a javak cseréje, valamint az export és import fenntartása már egyes kínai kereskedő köröknek is érdekévé vált. A kínai-angol kereskedelem kezdetben erős kínai többletet mutatott, hiszen a kínaiak csak ezüstöt fogadtak el ellenszolgáltatásként, majd ezt a különbséget a britek ópium eladásával kompenzálták. A kereskedelem nem volt zökkenőmentes, hiszen 1839 márciusában Kína betiltotta az ópiumimportot, és ez az úgynevezett ópiumháborúhoz vezetett. A kínai részről bevezetett védővámok és szigorú ellenőrzések azt célozták, hogy korlátozzák a behozott külföldi termékek mennyiségét. Az európai kereskedők csak néhány városban kereskedhettek, és ott is csak a császár engedélyével, az őt kiszolgáló hivatalnokréteg felügyelete mellett.
Az évszázadok során a kereskedelem ebben a formában működött, és a kínaiak az európai államok hatalmának erősödését nem vették figyelembe. Rendszeresek voltak az európaiak sérelmére történt bebörtönzések, kivégzések, amit egyre kevésbé tolerált a másik fél. Több európai ország a jövőbeli nagyhatalmi törekvéseik védelme és kiterjesztése érdekében akár katonai erő alkalmazására is készen állt. A kialakult helyzet megoldásának egyik legfőbb gátja maga a történelmi alapokon nyugvó, egyre gyengülő császárság volt, hiszen esetleges engedmények tételével a saját tehetetlenségét bizonyította volna a kínai nép felé. A kínai közvélemény idegengyűlölete eközben tovább fokozódott a hagyományos kínai tanokat rendszeresen megsértő külföldiekkel és a kínai keresztényekkel szemben, ezért ellenük rendszeresen atrocitásokat követtek el. Az egyre élesedő konfliktushelyzetre áthidaló megoldást jelentett, hogy létrehoztak egy olyan új rendszert, mely elfogadta formailag a császár felsőbbségét, de fejet hajtott az erősödő külföldi nagyhatalmi érdekek előtt is. Emiatt jöhettek létre a kijelölt kereskedő telepek, melyek különleges jogokkal rendelkeztek és nem csak egy nemzet, hanem több is használhatta azokat, például az egyik ilyen legnagyobb Tiencsin (Tianjin) volt.

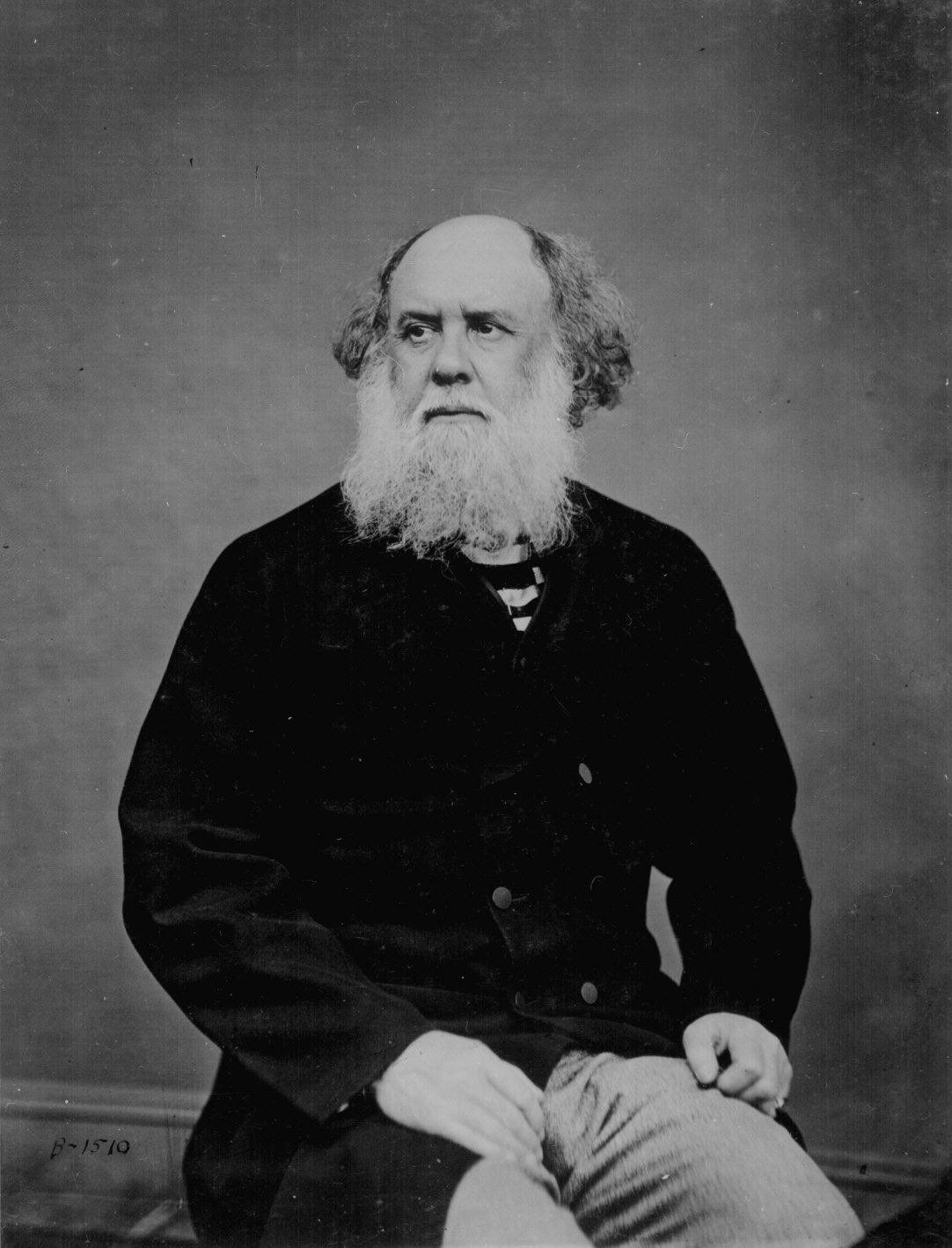
Frederick Wright-Bruce (1814–1867) brit diplomata

A városban a 19. századtól nyithattak az európai külkereskedelem felé. A Kínában alapított koncessziós területek létrehozása nagy brit diplomáciai siker volt, és elengedhetetlen érdemeket szerzett Frederick Wright-Bruce brit diplomata és bátyja, James Bruce azok létrejöttében. A Kína által 1858. június 26-án aláírt tiencsini szerződés (tianjini szerződés)t Frederick vihette haza Angliába, mely a második ópiumháború lezárását jelentette. A korábban Hongkong (Xianggang)ban is dolgozó brit tisztviselőnek Kínában folytatott diplomáciai tevékenységét London magas elismeréssel honorálta.
Tiencsin (Tianjin) fontosságát az is növelte, hogy 1897-ben megépítették a Peking-Tiencsin vasútvonal (Beijing-Tianjin vasútvonal)at, ami összeköttetést biztosított Sanhajkuan (Shanhaiguan) és Mandzsúria (Manzhou) felé. Ezeknek köszönhetően a város hamar virágzó kereskedelmi központtá vált, ahol európai kereskedők, vállalkozók és diplomaták telepedhettek le. Az őket ért gyakori támadások miatt azonban a kínai kormányzat területet adott át, ahol diplomáciai védettség alatt képviseleteket létesíthettek. Tiencsin (Tianjin)ben az 1860. október 18-án megkötött egyezmény alapján brit, francia és amerikai koncesszió létesítésére nyílt lehetőség. A brit és francia koncesszió meg is kezdte a működését, az amerikai azonban csak részben indult meg. A bokszerlázadás miatt kialakult konfliktus eredményeként 1900 és 1902 között többnemzeti katonai közigazgatást vezettek be a városban. A lázadást lezáró békekötésre 1901. szeptember 7-én került sor Peking (Beijing)ben, és a harcokban nemzetközi erőként fellépő nyolc ország mindegyike koncessziós jogot kapott a városban.
Az ilyen terület nem kizárólagosan a kereskedelem fellegvára volt, hanem politikai menedéket nyújtott számtalan kínai tábornoknak és politikusnak is, például többször megfordult itt Jüan Si-kaj (Yuan Shikai), aki 1908-ban az osztrák-magyar koncessziós területen háromszintes, 54 szobás villát építtetett magának.

### Bokszerlázadás
1899 novemberében elkezdődött a bokszermozgalom által kirobbantott lázadás. A külföldiek ellen irányuló, antiimperialista, elsősorban a paraszti tömegekre támaszkodó felkelés Észak-Kínából indult, és nyíltan a hatalmon lévő kínai kormányzat ellen fordult. Kezdetben ezért a kínai kormánycsapatok felvették a harcot a lázadókkal. A császári udvar kitűnő diplomáciai érzékkel a polgárháborút megakadályozta, mert meglepő fordulatot tudott okozni azzal, hogy nyíltan a bokszerek mellé állt, és így a lázadás új irányt vett: a külföldiek ellen fordult. A Kínában élő nemzetközi konzulátusok, az európai kereskedők és a keresztények az egyre véresebb lázadás miatt nagy veszélybe kerültek. Az európaiakat ért atrocitások miatt az Egyesült Királyság, az Amerikai Egyesült Államok, a Német Birodalom, az Olasz Királyság, a Francia Köztársaság, az Orosz Birodalom és az Osztrák–Magyar Monarchia 1900 tavaszán flottatüntetést tartott a Tiencsin (Tianjin) város közelében lévő Taku kikötőjében.
1900 júniusára a bokszerek és támogatóik elfoglalták Pekinget (Beijinget) és Tiencsin (Tianjin)t, és közben megöltek 230 külföldit. Az áldozatok között volt június 20-án Klemens Freiherr von Ketteler, a Német Birodalom nagykövete, akit az utcán mészároltak le. A császárné mindezek ellenére tovább buzdította a lázadókat, és június 21-én háborút hirdetett az összes nyugati hatalom ellen. Több hadúr azonban nem engedelmeskedett neki, és nem vettek részt a külföldiek elleni támadásokban. A lázadók eközben Pekingben (Beijingben) már a Tiltott Város mellett lévő megerősített diplomáciai negyedet vették ostrom alá június 20. és augusztus 14. között. Az imperialista nagyhatalmak válaszul a fenyegetettségre létrehozták az úgynevezett nyolc nemzet szövetségét. A szövetség csapásmérő erejét, egy 2000 főt számláló tengerészkülönítményt a flottatüntetésben résztvevők közül jelölték ki, és ennek része volt az SMS Zenta cirkáló és legénysége is. A brit Edward Hobart Seymour altengernagy parancsnoksága alatt június 10-én Takuból Pekingbe (Beijingbe) indult a szövetséges csoportosítás. Az előrenyomulásukat azonban a felkelők meggátolták és visszavetették őket.
A szövetséges hatalmak közben nem tétlenkedtek, jelentős orosz és japán erősítést küldtek szorongatott csapataik megerősítésére. Az osztrák-magyar hozzájárulás is növekedett, hiszen további hadihajók érkeztek, így a SMS Kaiserin und Königin Maria Theresia augusztus 7-én érkezett meg Takuba, ahol egy 160 fős tengerészkülönítményt tett partra két partraszálló löveggel. Az SMS Aspern és az SMS Kaiserin Elisabeth szeptember 17-én jelent meg a térségben, a továbbiakban ők biztosították az osztrák-magyar külképviseletek védelmét, valamint részt vettek a harcokban. A hadműveleteket Alfred Gaselee brit altábornagy vezette, és alárendeltségében a nemzetek hozzájárulása révén felállított szövetséges erők – ekkora már gyalogsággal és tüzérséggel megerősített egységei – összesen 54 000 főt számláltak. Ez a jelentős erőt képviselő nemzetközi haderő az ostrom alá vett európai és japán diplomáciai létesítményeket már fel tudta szabadítani. A nemzetközi koalíciós csapatok július 14-én egy napi harc árán elfoglalták Tiencsin (Tianjin)t.

## A város rövid története
Tiencsin (Tianjin) a 11. században még kis halászfalu volt. A tengeri kereskedelem a 14. századtól indult és hozott jelentős fejlődést. A település közelsége Pekinghez (Beijinghez) további garanciát jelentett arra nézve, hogy a főváros hátterét biztosító kikötőváros is folyamatosan növekedhessen. A kora 16. században megjelentek az európai hajósok, és kezdetben szabadon kereskedhettek a Ming-dinasztia és a Csing-dinasztia (Xing-dinasztia) uralkodói alatt is. A későbbiekben azonban korlátozták a kereskedelmet, így Tiencsin (Tianjin) városa és Makaó (Aomen) voltak az egyedüli kikötők, melyeket az európaiakkal történő kereskedelem céljából 1759 és 1842 között használni lehetett. 1842-ben ez a kör ötre bővült, az első ópiumháborút követő békekötés alapján.

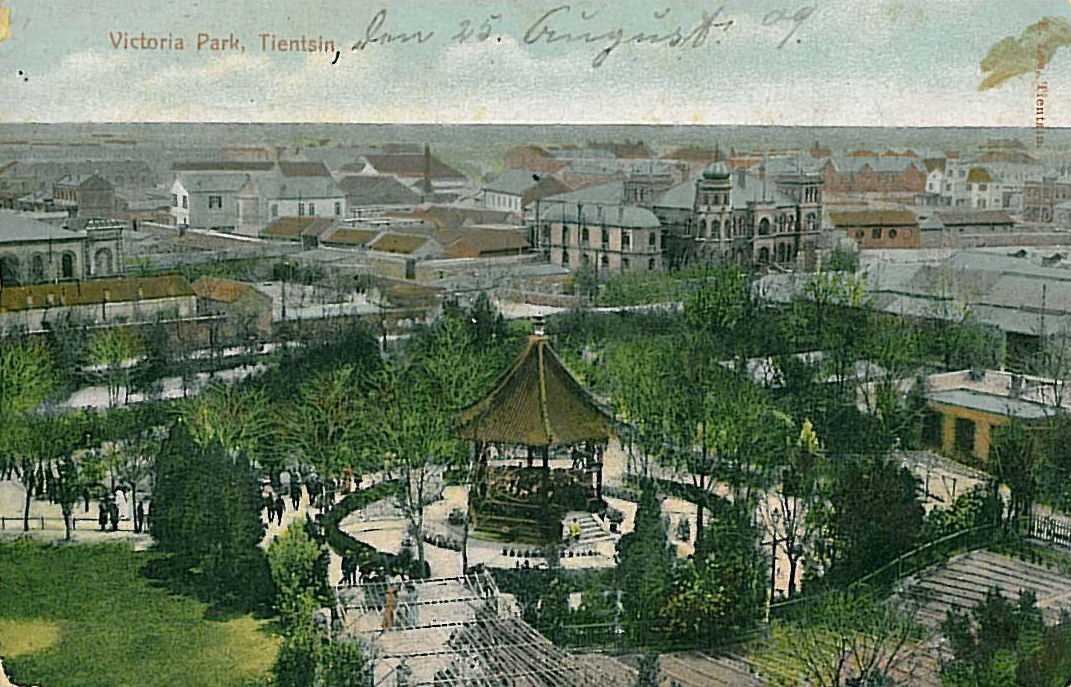
Viktória park a város látképével (1909-ből származó képeslap)

A második ópiumháborút lezáró szerződést 1858. június 26-án itt kötötték meg a városban, és ekkor már tízre emelkedhetett a kínai szabad kikötők száma. A városban folyó kereskedelem és az itt élő külföldiek védelme érdekében lehetővé vált, 1860-tól egészen 1945-ig, hogy nemzetközi koncessziók működjenek. Az óváros, mely mindvégig kínai kézen maradt, meghatározta a kilenc más államhoz tartozó koncesszió életét, annak ellenére, hogy azok területen kívüliséget élveztek. A Csing-dinasztia (Xing-dinasztia) 1911. évi bukását követően több önkormányzat váltotta magát a városban. A hatalmi zavargások, a japán megszállás és a második világháború azonban súlyos csapásokat mért az itt élőkre. A világháborút követően a Kínai Kommunista Párt már nem tette lehetővé a koncessziók további működését, így azokat sorban felmondták az érintett államok.

## Atiencsini(tianjini)koncessziók

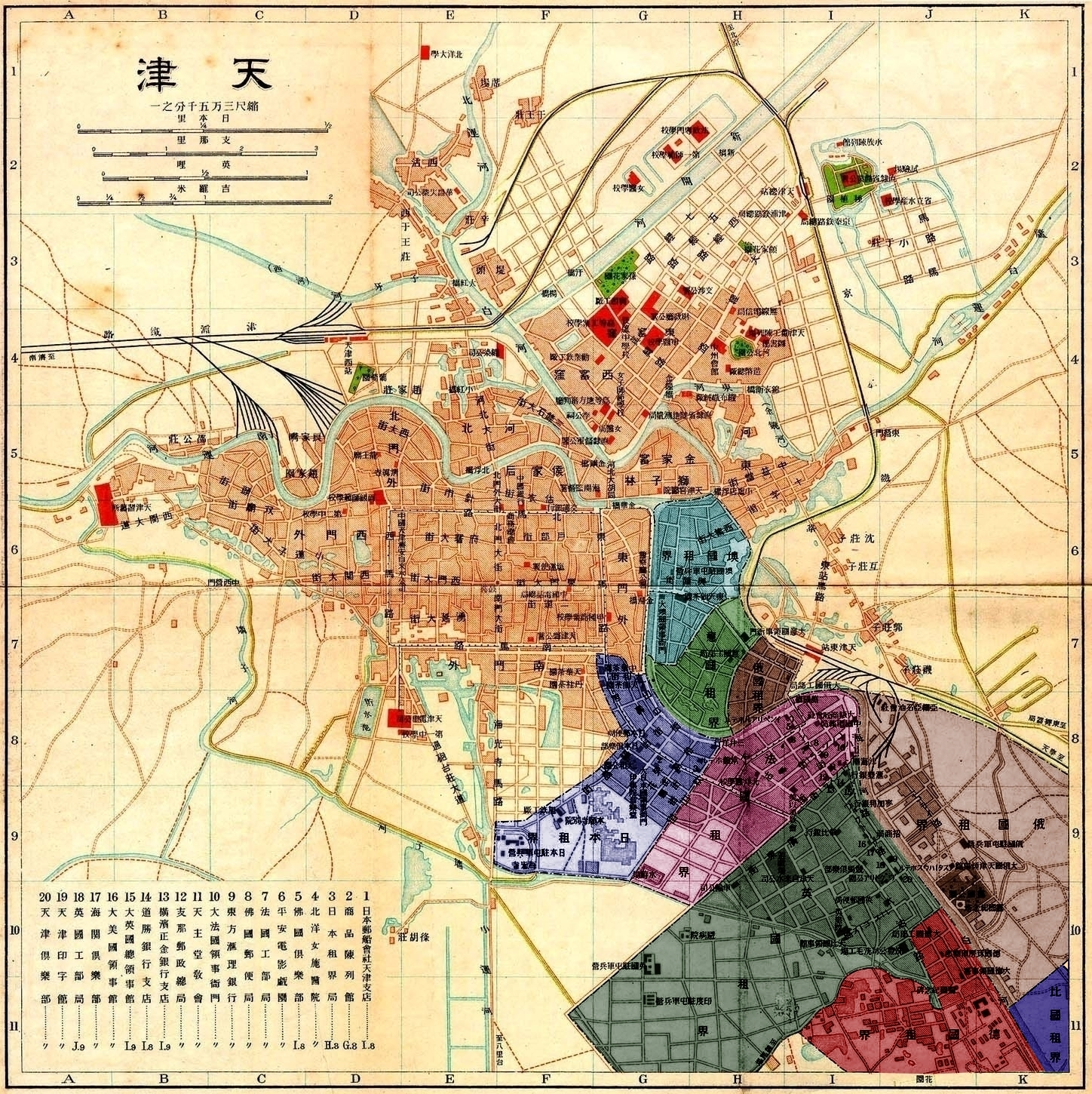
Tiencsin (Tianjin) japán nyelvű térképén a koncessziós területeket az alábbi színek jelzik:
A Hajho (Hai he) folyó keleti partja:
Osztrák–Magyar Monarchia
Olaszország
Orosz Birodalom (2 elkülönített terület)
Belgium
A Hajho (Hai he) folyó nyugati partja:
Japán
Franciaország
Egyesült Királyság
Német Birodalom

A városban az elsők között brit és francia koncessziót alapítottak 1860-ban. Ezekhez aztán 1895 és 1901 között csatlakozott még Japán Birodalom, Német Birodalom, Orosz Birodalom és olyan országok is, amelyeknek Kínában máshol még nem voltak érdekeltségeik, mint például az Osztrák–Magyar Monarchia, Olaszország és Belgium. Ezek a hatalmak, mint a bokszerlázadás leverésében részt vevő nemzetközi koalíció tagjai, a háborús jóvátétel keretében jutottak a területekhez. A koncessziós területen kihasználták azt, hogy jogilag a terület fennhatóságuk alá tartozott, ezért saját börtönöket, iskolákat, laktanyákat és kórházakat üzemeltettek, mindezt úgy, hogy a folyó mentén alig nyolc kilométer hosszan terült el ez az egész nemzetközi fennhatóság.
A koncessziós területek kihatással voltak a kínai társadalmi és kulturális változásokra. A legszembetűnőbbek a megkezdett építkezések és az urbanizációt elősegítő beruházások, a villanyvilágítás és a tömegközlekedés beindítása voltak. A területek egyfajta mini nyugatként jelentek meg, és a hagyományos kínai életmód alakításában jelentős szerepet játszottak. A leglátványosabb talán a sanghaji koncesszió volt, de Tiencsin (Tianjin) sem szenvedett hiányt francia varietéműsorokból, olasz művészeti előadásokból és angol klubokból. A több nemzet által felügyelt, teljesen heterogén környezet kedvezett az ügyeskedőknek és vonzotta a kalandorokat. Minden koncessziónak megvolt ugyanis a maga előnye.
Az áruszállítás jelentős része a francia koncesszió területére koncentrálódott, hiszen a Sárga-tengerről a Hajho (Hai he) folyóba bekanyarodó 1200–1400 tonna vízkiszorítású hajók számára csak itt volt megfelelő a vízmélység. Az osztrák-magyar sajátosság az volt, hogy Bécs és Budapest sem támogatta anyagilag kínai koncesszióját, így az osztrák-magyar terület Tiencsin (Tianjin) leglassabban fejlődő területének számított. Több koncesszióban, így az osztrák-magyar részen gondot jelentett, hogy az ott élő munkások nem jutottak elegendő munkához. Számukra a kínaiak által ez időben felhúzott gyárak, melyek elsősorban a Központi pályaudvar környékére települtek, jelentették a megélhetést. Az 1910-es népszámlálási adatok szerint például az osztrák-magyar kolónia lakossága négy év alatt 25 744 főről 14 946 főre csökkent. Volt viszont egy érdekes jelenség is, hiszen ezzel az elvándorlással szemben az osztrák-magyar koncessziós területen is megjelentek a gazdag befektetők, akik mintegy villakerületté formálták a koncessziós területet. Az úgynevezett Ju Gong-osztály ugyanis jobban kedvelte a Bécs és Budapest nyújtotta lazább lehetőségeket, mint a szigorú londonit vagy párizsit, és emiatt az osztrák-magyar koncesszió több parkolópályán lévő kínai hadúrnak, kormányzónak és politikusnak adott otthont és egyben lehetőséget, hogy osztrák-magyar állampolgárságot kapjanak.
Amikor összeomlott a Kínai Birodalom, a Koumintang (Guomindang) vezetése mellett újraépítették a bel- és külkapcsolatokat. Az európai feleket ekkortól kezelték egyenrangú félként, és ez tette lehetővé az európaiak tulajdonszerzését Kínában. Ezt a folyamatot azonban a második világháború végleg megakasztotta. A Kínai Kommunista Párt győzelmét követően kiűzték az idegeneket az országból és ritka kivételnek számított, hogy Dél-Kínában Hongkong (Xianggang) és Makaó (Aomen) az Egyesült Királyság és Portugália fennhatósága alatt megmaradhatott.

### Az osztrák–magyar koncesszió (1901–1917)
Kína és az Osztrák–Magyar Monarchia közötti kapcsolatrendszer alapjait neves magyar természetkutatók tették le. Az első kétoldalú szerződés az 1869. szeptember 2-án Pekingben (Beijingben) megkötött kereskedelmi és hajózási egyezmény volt, amely 1917-ig maradt érvényben. A szerződést az a küldöttség kötötte, melynek tagja volt Xántus János is. Ez az osztrák-magyar délkelet-ázsiai expedíció az út során gazdag anyagot gyűjtött a magyar természettudomány számára. Az ilyen kutatóutak is hozzájárultak, hogy megélénkültek a külkapcsolatok Kínával, és a Monarchia főkonzulátust nyitott Sanghajban, majd 1897-ben követséget Pekingben (Beijingben). Kína csak később, 1902-ben küldött diplomáciai képviselőt Bécsbe.
A bokszerlázadás miatt az Osztrák–Magyar Monarchia csatlakozott a nyolc nemzet szövetségéhez, elsősorban azért, hogy megvédje állampolgárait, és így részt vett a felkelés leverésében. Azonban az osztrák-magyar és főként az olasz hozzájárulás a misszióban részt vevő katonai erőkhöz képest csak jelképesnek volt tekinthető. Az osztrák-magyar hozzájárulás részeként összesen négy cirkáló és pár száz, elsődlegesen a Magyar Királyság területéről sorozott katona vett részt a feladatban. Az osztrák-magyar erők vesztesége mégis jelentős volt, hiszen többen életüket veszítették vagy megsebesültek. Például az SMS Zenta parancsnoka, Eduard Thomann von Montalmar fregattkapitány egy a mellébe fúródó gránátszilánk okozta sérülésbe halt bele.

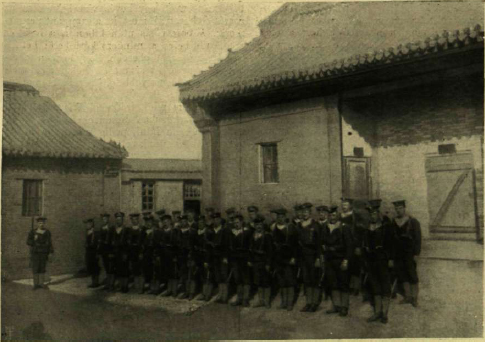
Az osztrák-magyar Császári és Királyi Haditengerészet katonái Tiencsin (Tianjin)ben, 1903 körül

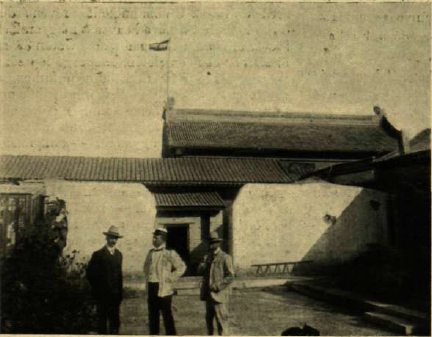
A Császári és Királyi Haditengerészet parancsnoka, Hugo von Acurt (1903 körül)

A lázadás leverését követően 1901. szeptember 7-én jóvátételként az Osztrák–Magyar Monarchia koncessziót kapott Tiencsin (Tianjin) belvárosában a Hajho (Hai he) folyó mentén, és a Sanghaji Főkonzulátus mellett konzulátust nyitott a santungi (shandongi) Chih-fuban (Zhifuban). Az osztrák-magyar koncessziós zóna, vagy korabeli nevén a Tiencsin (Tianjin) osztrák-magyar telepítvény, 108 hektáros területet jelentett, ami lehetőséget adott arra, hogy a területről bekapcsolódhassanak a város és az ország vízi és vasúti közlekedésébe. Az itt élő kínai lakosok egyöntetűen megkapták az osztrák-magyar állampolgárságot. A városrészben ekkor mintegy 30 000 ember lakott. A közrend fenntartására itt állomásoztatott negyven tengerészgyalogos mellett a kínai nemzetiségű osztrák-magyar állampolgárok közül hetven fővel megszervezték a kínai milíciát, az úgynevezett Simbót.
Az osztrák–magyar koncesszió önellátó terület volt, mely rendelkezett saját fürdővel, színházzal, zálogházzal, iskolával, laktanyával, börtönnel, temetővel és kórházzal is. A terület és az itt működő konzulátus is az osztrák-magyar törvények, és nem a kínai hatálya alatt állt. A fennhatóság mindössze tizenhat évig tartott, de több ma is látható építészeti emléket hagyott maga után. Jelentős volt továbbá, hogy az anyakönyvvezetést 1907-től bevezetették a koncesszióban. A közrend védelme érdekében négy rendőrőrsöt telepítettek, és a kínai gyerekek részére angol nyelvű (nem német vagy magyar) iskolát nyitottak.
A közigazgatást helyi előkelőségekből válogatták, akiket az osztrák-magyar konzul és a katonai parancsnok felügyelt. Hatalmukat biztosította, hogy az önkormányzatot vezető tanácsban kettejüknek együttesen többségi szavazata volt. Az itt alkalmazott osztrák-magyar büntetőrendszer általában kisebb bűncselekményekkel foglalkozott, és azt az elvet követte, hogy az elkövetés helye alapján alkalmazták a törvényeket. Ezek szerint ha az elkövető kínai területen követte el a tettét, akkor a kínai törvényszék elé állították, ha a koncesszió területén, akkor az osztrák-magyar törvénykezési gyakorlatot követték.
A jelképes osztrák-magyar helyőrség természetesen nem tudott jelentős szerepet játszani az első világháborúban, hiszen amikor Kína hadat üzent a központi hatalmaknak, akkor a monarchia elvesztette a terület feletti fennhatóságát. A zónát a kínaiak birtokba vették, és 1917. augusztus 14-én az osztrák-magyar koncessziót egyoldalúan felmondták, a jelentősebb német koncesszióval együtt. Végül Ausztria az osztrák igényekről 1919. szeptember 10-én a saint-germaini békeszerződésben lemondott. A terület feletti magyar követelések egy kicsit később, 1920-ban, a trianoni békeszerződéskor szűntek meg.
A konzulok listája
- Carl Bernauer (1901–1908)
- Erwin Ritter von Zach (1908)
- Miloslav Kobr (1908–1912)
- Hugo Schumpeter (1913–1917)

### A belga koncesszió (1902–1931)
A belga koncesszió 1902. február 6-án alakult meg a Hajho (Hai he) folyó keleti partján. A belga kormány és üzleti köreik nem fektettek be a koncesszióba, így a területükön nem sok új épület volt, és az utókorra is alig maradt fenn ottlétüknek építészeti emléke. Amiben viszont jelentőset alkottak, azt egy 1904-ben kötött szerződés tette lehetővé. Ekkor Kína és Belgium megegyezett abban, hogy a belgák az elektromos ellátás, a villamos- és troliközlekedés fejlesztésére ötven évre szóló kizárólagos jogot kapnak. Ennek köszönhetően megalakult a tiencsini (tianjini) közlekedési vállalat (Compagnie de Tramways et d'Eclairage de Tientsin), amely 1906-ban nyitotta meg az első vonalat, és ezáltal Tiencsin (Tianjin) lett az első kínai város, ahol megindulhatott a modern tömegközlekedés. Sanghaj (Shanghai)ban például csak két évvel később indították meg az első elektromos villamosvonalat.
A villamos energiaszolgáltatás, a világítás és a tömegközlekedés üzemeltetése nyereséges volt, és jó felvevő piac a belga ipar számára, mivel a járműveket az anyaország szállította. Volt azonban kisebb kivétel is, mert az eredeti elektromos berendezések egy része Németországból érkezett. 1914-től a közlekedési hálózatot a kínai óvárosban, az osztrák-magyar, a francia, az olasz és az orosz koncessziók területén is ők működtették.
A közlekedési vállalat irányítását 1943-ban a japán hadsereg vette át, a belga alkalmazottak és sok esetben a családtagjaik is fogolytáborokba kerültek. Az üzemeltetés a második világháborút követően a kínai hatóságok kezébe került. Emiatt a brüsszeli központú vállalat kárpótlást szeretett volna elérni, de a Kínai Népköztársaság ettől mereven elzárkózott. A rendszer egészen 1972-ben történt bezárásáig működött.

### A brit koncesszió (1860–1943)

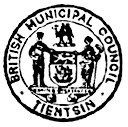
A Brit Városi Hivatal körbélyegzőjének nyomata

A brit koncesszió 1860. október 24-én alakult meg a Hajho (Hai he) folyó jobb partján. A brit területen jelentős kereskedelmi központok működtek, és ez volt a legnagyobb és legerősebb koncesszió. Angol nyelvű újságok és magazinok 1886-tól jelentek meg rendszeresen. Ezek a kiadványok messze földre eljutottak és Kínáról szóló színvonalas írásokat tartalmaztak. A kínai kultúra terjesztésében jelentősnek nevezhető William Alexander Parsons Martin presbiteriánus misszionárius, aki írásaival állított emléket ennek az időszaknak. A közigazgatást hasonlóan szervezték, mint Sanghajban. A központ az impozáns Gordon Hall volt, amely a város egyik fő épülete. Nevét a "kínai" Charles Gordonról kapta, aki brit tábornok volt és az ő nevéhez kötik a Tiencsin (Tianjin) brit koncesszió létrehozását.
A brit fennhatóság kétszáz hektáron terült el, és magába foglalt egy kisebb falut is. A brit kormányzat évente fizetett egy jelképes összeget Kínának a bérletért azért, hogy biztosítsa őket ideiglenes helyzetükről. Ezt a bérleti formát más koncessziók esetében is alkalmazták. A koncessziót 1941. december 8. és 1945 szeptembere között Japán megszállás alatt tartotta. 1943. január 11-én az Egyesült Királyság lemondott koncessziós jogáról, és a terület 1945. november 24-től Kína közigazgatási részévé vált.

### A francia koncesszió (1860–1946)

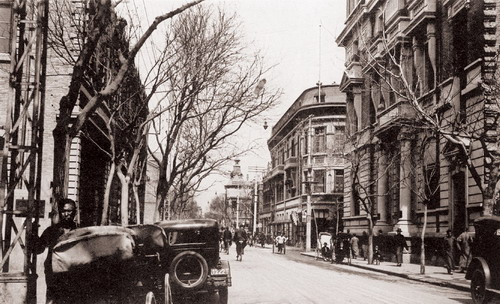
A francia koncesszió utcaképe 1930-ból

A francia koncesszió 1860. október 24-én alakult meg. Kezdetben ez a koncesszió elsősorban misszionárius feladatokat látott el, de ebből több konfliktus is akadt a helyi kínaiak és a hittérítő francia papok között. A koncesszió igazi nevezetességei a javarészben máig is fennmaradt épületek lettek. A franciák a britekkel együtt kezdték el a koncessziójuk kiépítését, és tevékenységükben megmutatkozott, hogy túl akartak tenni vetélytársukon. Ez a fajta verseny az 1870–1895 között kezdődő építkezések eredményeként csodálatos épületeket eredményezett, mint például a Francia Konzulátus épülete, a Városi Tanács, a Francia Klub, a katolikus katedrális és az úgynevezett francia kert. Több bankszékház is épült a pénzügyi utcában, amely korábban Rue de France nevet viselte.
A francia katedrális sajnos a kulturális forradalom idején külön figyelmet kapott, mert a kupolán található keresztet fiatal kommunisták leverték. Később azonban visszakapta a keresztet, és felújították a templomot. Több neves francia itt töltötte életének jelentős részét, például Paul Claudel 1906 és 1909 között konzul volt. A természettudós atya Emile Licent alapította a város természettudományi múzeumát, amely húszezer körüli állat- és növényfosszíliát tartalmazott és 15 000 könyvet számlált. Ez volt az alapgyűjteménye az 1998-ban megújult Tiencsini Természettudományi Múzeumnak (Tianjini Természettudományi Múzeumnak).
A koncesszióban végrehajtott 1935. évi népszámlálás azt mutatta, hogy 41 000 lakos élt itt. Ezek közül csupán 190 volt francia állampolgár, és majdnem ugyanennyi orosz (178) menekült. A hasonló nagyságrendű 164 japán származású lakóval szemben a meghatározó kínai népesség 40 000 főt tett ki. 1940. július és 1943. május között a Vichy-kormány fennhatósága alá tartozott. 1943. május 19-én a Vichy-kormány a fennhatóságot átadta a Japán által támogatott Kínai Nemzeti Kormánynak. 1943. május 19. és 1945. szeptembere között Japán megszállta a területet. 1945. november 24-étől Kína vette át a közigazgatást, és hivatalosan 1946. február 28-án Franciaország is átadta koncessziós jogát.

### A német koncesszió (1899–1917)
A német koncessziót 1899-ben alapították, majd ezt a jogot Kína 1917. március 16-án egyoldalúan felfüggesztette és Németország 1919. június 28-án lemondott koncessziós jogáról.
Az 1870-es évek végére a Német Birodalom gyümölcsöző gazdasági kapcsolatot épített ki több kínai tartományban, így Tiencsin (Tianjin)ben is. A német érdekeltségek a Hajho (Hai he) folyótól délre voltak találhatók, az akkor már működő brit koncesszió mellett. 1877 júliusában a környéken zavargások törtek ki, a gyenge termés és az ebből fakadó éhínség miatt. Ezeknek a háborgó csoportoknak célpontjává váltak az idegenek és veszélybe került a német kereskedők tulajdona, akik ezért fegyveres védelmet kértek. A német admiralitás válaszként a térségbe vezényelte az SMS Victoria Louise hadihajót. Ez az eset egyébként arra is jó okot szolgáltatott, hogy a német katonai jelenlét indokolt lehessen a kínai vizeken.
A Német Birodalom a simonoszeki békekötést követően kialakult nemzetközi erőversenyben, hosszú tárgyalások után, 1895. október 30-án szerzett kilencvenkilenc évre szóló koncessziós jogot. A koncesszió 1899-től indult meg és kezdetben lassan fejlődött, de a gazdasági növekedés eredményeként mégis több német infrastrukturális beruházás kezdődhetett a városban. Az építkezések német szabvány szerint folytak, és több kereskedőház is letelepedett, mint például a Deutsch-Asiatische Bank. A bokszerlázadás során ők is ostrom alá kerültek, de a nyolc nemzet szövetségének nemzetközi hadereje megvédelmezte őket. Az első világháborút követően a német koncessziót Kína felmondta, és érdekesség, hogy a korábbi német laktanyába szállásolták be azt az amerikai 15. gyalogezredet, amely 1917 és 1938 között itt állomásozott. A német koncesszió végét az 1917 márciusában történt Kínai hadüzenet jelentette.

### Az olasz koncesszió (1901–1947)

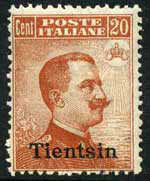
Olasz bélyeg Tiencsin (Tianjin) felülbélygzéssel. A 20 centes, 1916 és 1922 között kiadott bélyegen III. Viktor Emánuel olasz király arcképe látható

Az olaszok részére Kína a koncessziót 1901. szeptember 7-én engedte át. Olaszország erre válaszul, 1902. június 7-én alapította meg a (Concessione di Tien-Tsin)t. Az olasz részvétel a bokszerlázadás leverésében jövedelmező üzletnek bizonyult. A megítélt jóvátétel 5,91%-át kapták, ami 99 713 769 aranylírát jelentett, valamint területhez jutott Pekingben (Beijingben) is. Tiencsin (Tianjin)ben a folyó bal partján, az osztrák-magyar és az orosz koncessziók mellett, közel a vasúthoz telepedtek meg. A kikötőben rendszeresen horgonyoztak olasz hadihajók, és az olasz negyedben virágzó kulturális élet folyt. 1935-ben az olasz koncesszió lakossága 6261 főt számlált, melyből 536 volt külföldi illetőségű. Ez a koncesszió volt egy időre a főhadiszállása az Olasz Redenta Légió katonai különítménynek, amely az első világháborúban fogságba esett osztrák-magyar katonák közül verbuválódott.
A negyedben új utcák születtek európai stílusú villákkal, és mindenhol jól láthatók voltak az olasz művészetet jellemző reprezentatív tárgyak és díszítő momentumok. Az itt élő kiemelkedő személyiségek és a stílus miatt arisztokratikus koncessziónak is nevezték. A második világháború elején 600 olasz katona állomásozott itt a tengelyhatalmak képviseletében. 1943. szeptember és 1945. szeptember között Japán megszállta a területet. 1944. július 27-én az Olasz Szociális Köztársaság átengedte a jogot a Japán által támogatott Kínai Nemzeti Kormánynak. 1945. november 24-én Kína vette át a közigazgatást, és Olaszország hivatalosan 1947. február 10-én lemondott a jogáról.

### A japán koncesszió (1888–1945)
A japán koncessziót 1895. április 17-én alapították. A területért ők fizették a legmagasabb vételárat, hiszen az ő területük volt a leggazdagabb, és sűrűn lakott rész is volt. A koncesszió működését összekötik a japán kémek tevékenységével, de nagy aktivitást mutattak itt különböző illegális kínai szervezetek, mint például a Kínai Kommunista Párt tagjai. A koncessziót 1943 januárjában Japán átadta a Kínai Nemzeti Kormánynak, majd végezetül 1945. november 24-én Kína vette át a terület közigazgatási irányítását.

### Az orosz koncesszió (1903–1920)
Kína az oroszoknak 1903-ban engedett át koncessziós területet. Az orosz csapatok a bokszerlázadáskor települtek a városba, a folyó bal partjára. A koncesszió soha nem fejlődött ki teljesen, és bármilyen reményeket tápláltak orosz hatalmi körök, az itt nem valósult meg. A város múzeumaiban, a korról készült archívumokban azonban megtalálhatók korabeli fényképek, melyek szemléltetik az orosz koncesszió életét. Az oroszok által épített épületek közül az orosz konzulátus épülete volt jelentős és az Orosz-Ázsia Bank épülete a mai napig fennmaradt. A területet 1920. szeptember 25-én Kína visszavette és a Szovjetunió 1924. május 31-én végleg lemondott a terület koncessziós jogáról.

### Az amerikai koncesszió
Az Amerikai Egyesült Államok a jogot 1860-ban szerezte meg, de a koncessziója nem valósult meg a városban. De facto mégis rendelkeztek bizonyos privilégiumokkal 1869-től 1880-ig, mert a brit misszió égisze alatt jelen voltak. Az önálló koncesszió alapításának jogáról 1901 novemberében hivatalosan is lemondtak. 1902-től a brit koncesszió részeként helyőrséget építettek ki, és itt állomásoztatták az amerikai 15. gyalogezredet. Az amerikai katonai jelenlét 1941. december 8-áig tartott, mert egy nappal a Pearl Harbor elleni japán támadás után visszavonták a városból csapataikat.

## Hatások
Az 1842-es, majd az 1856–60-as ópiumháborúk után Kína egyenlőtlen szerződéseket kötött és függőségbe került, elsősorban Angliától, de más akkori nagyhatalmaktól is. Közben az elnyomott kínai tömegek egyre jobban elégedetlenkedtek. Az 1901-ben levert bokszerlázadás után 1911-ben polgári demokratikus forradalom döntötte meg a császárságot, és Kína köztársaság lett. Ez az átalakulás azt eredményezte, hogy az országban hamar eluralkodott a káosz. Ebben a zavaros időszakban beavatkoztak külső hatalmak – elsősorban Japán és Anglia – és 1925-ben polgárháború tört ki, ami egészen 1949-ig tartott.
A koncessziók ebben a történelmi háttérben működtek 1860 és 1945 között. Az itteni nemzetközi jelenlét azonban mindvégig gazdasági érdeken alapult, erőltetett volt és az európai beavatkozás a kínai kulturális emlékek pusztulását hozta. Az európaiak jelenléte pedig különösen ellenszenves volt a kínai közvélemény számára. Ez a kényszerű együttélés a kereskedelem lebonyolításán túlmenően mégis jelentős hatást gyakorolt az itt élőkre és kultúrájukra. A városban például a mai napig láthatóak a neoklasszicista stílusban épített épületek. A tömegközlekedés is sokat köszönhet az ekkor megkezdett beruházásoknak. Mindezek ellenére talán a megmaradt emlékeknek köszönhetően a mai napig megfigyelhető az európai történelmi emlékek tisztelete és egyfajta nosztalgia is a kor iránt. Ez a város a magyaroknak azért is fontos, mert egy része, ha rövid ideig is, de az Osztrák–Magyar Monarchia vérrel szerzett területe volt.
A 21. században további pozitív változások történtek a megmaradt emlékek megőrzése terén. A város önkormányzata jelentős erőfeszítéseket tett, hiszen 2005-ben elfogadtak egy tizenöt éves kulturális örökség-megőrzési tervet (2005-2020). Ez alapján 615 „történelmi épületet” és 955 000 négyzetmétert helyeztek védelem alá. Az épületek közül hatvanat különleges jelentőségűnek, minden áron védendőnek, 162-t tekintettek fokozottan védendőnek, míg 393 épület kapott általános jellegű védelmet.

## Galéria

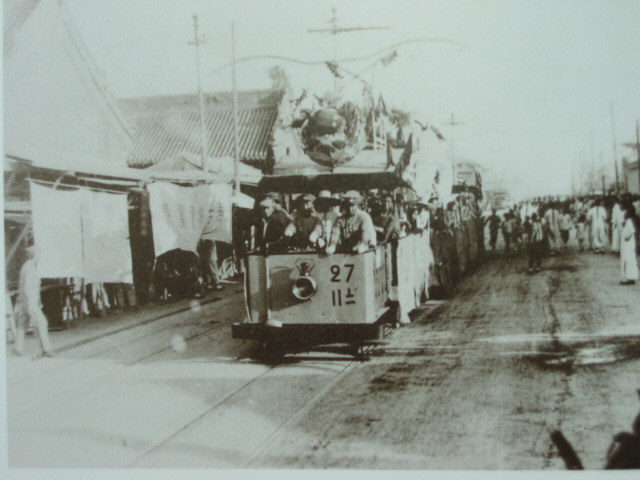
1906-ban elindult az első villamos
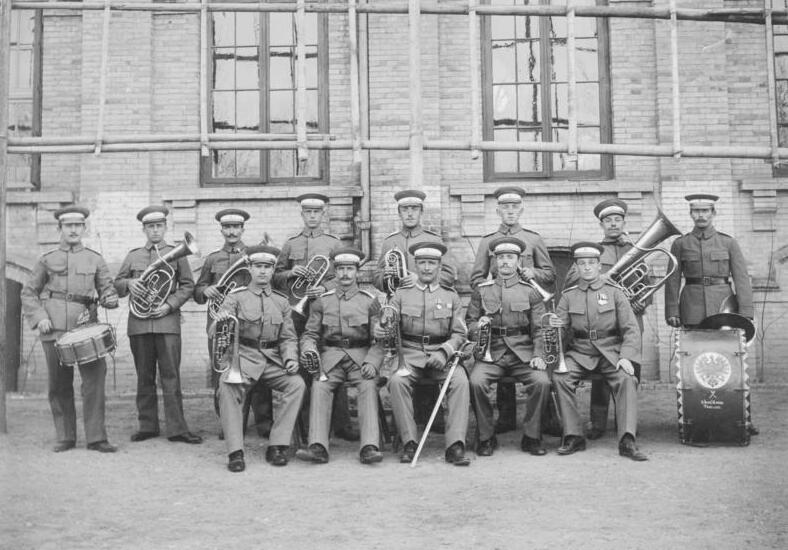
A német koncesszió katonazenekara
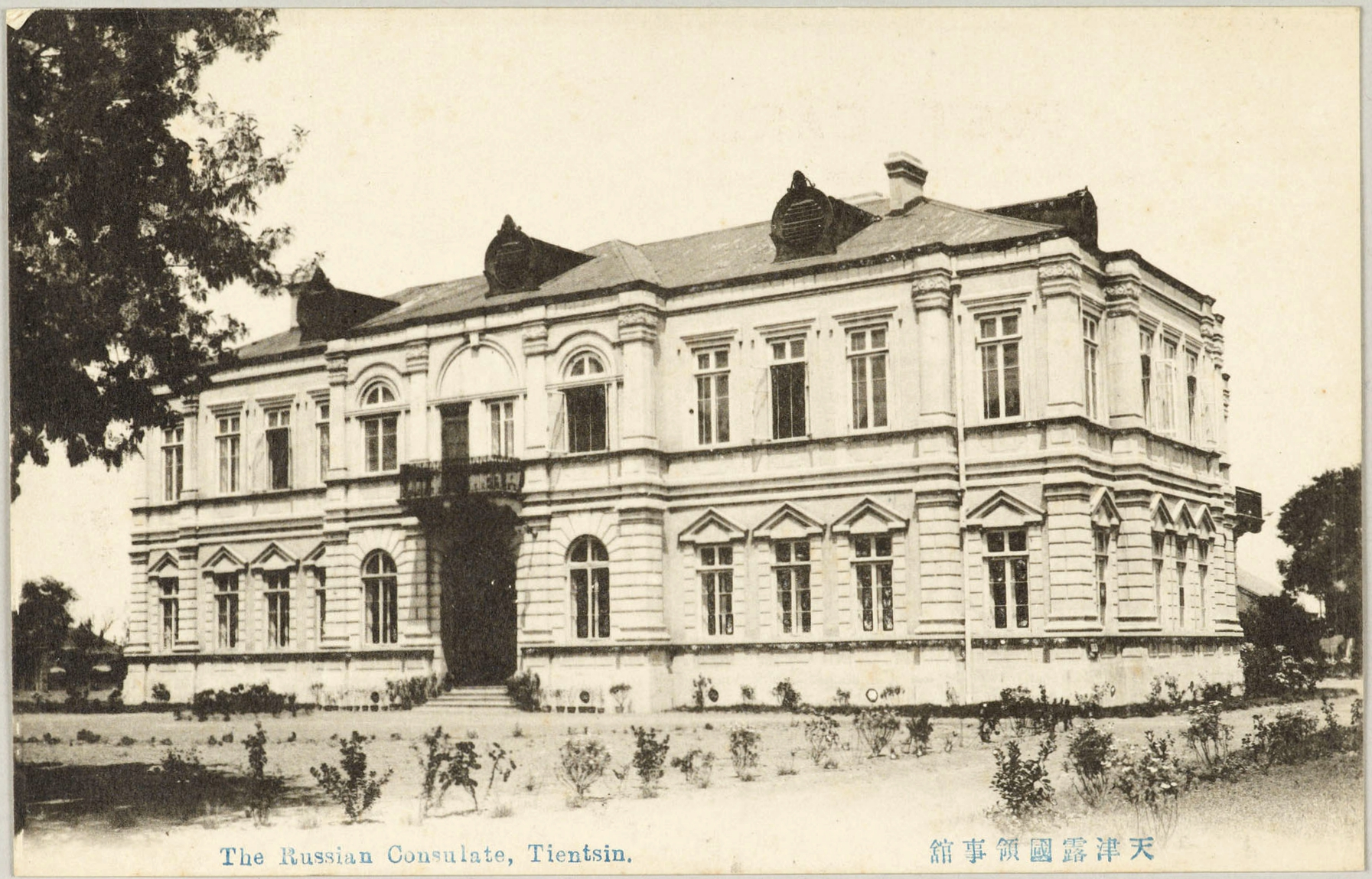
A korábbi orosz konzulátus épülete Tiencsin (Tianjin)ben 1912 körül

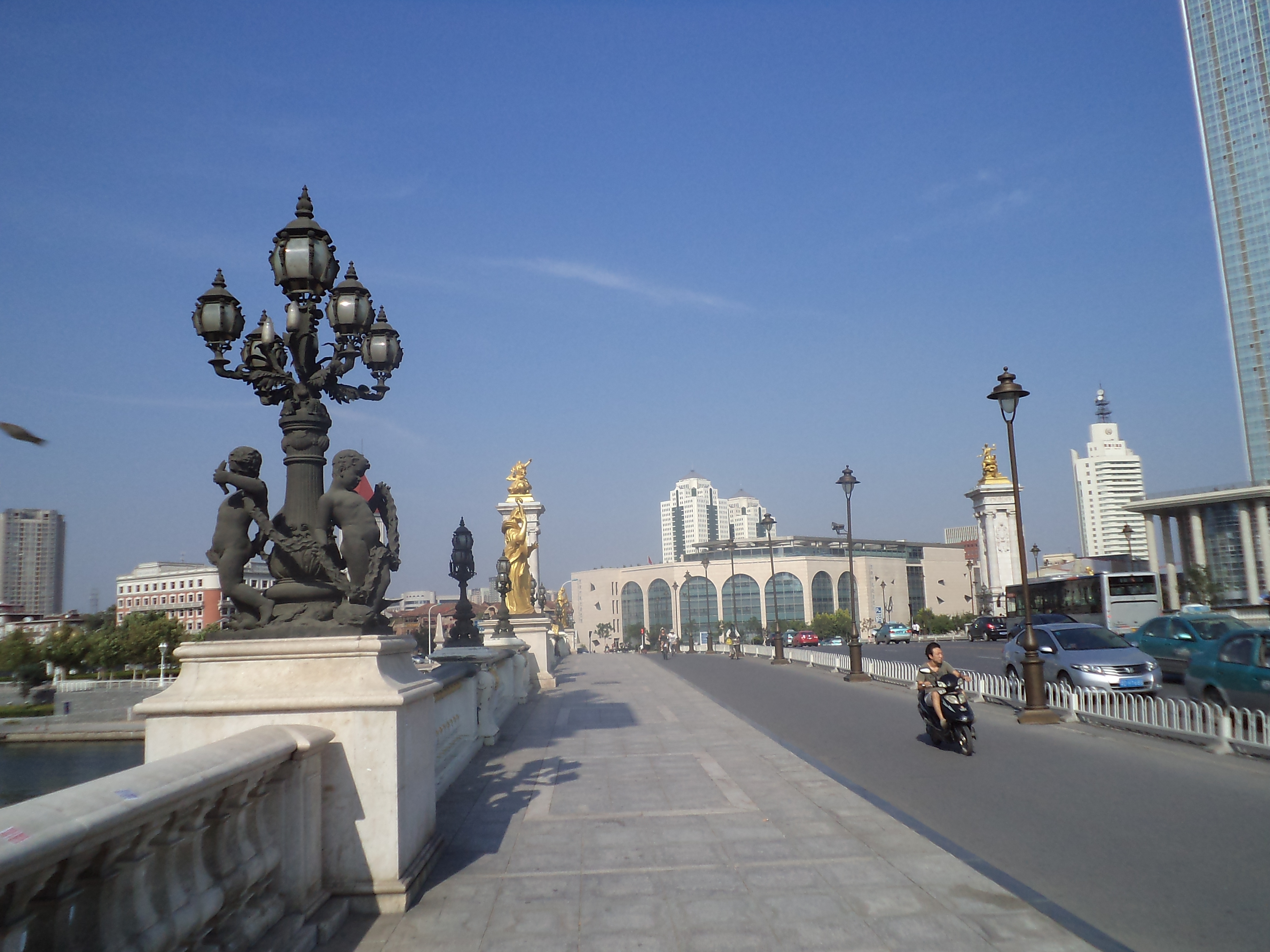
Tiencsin (Tianjin) európai stílusú hídja
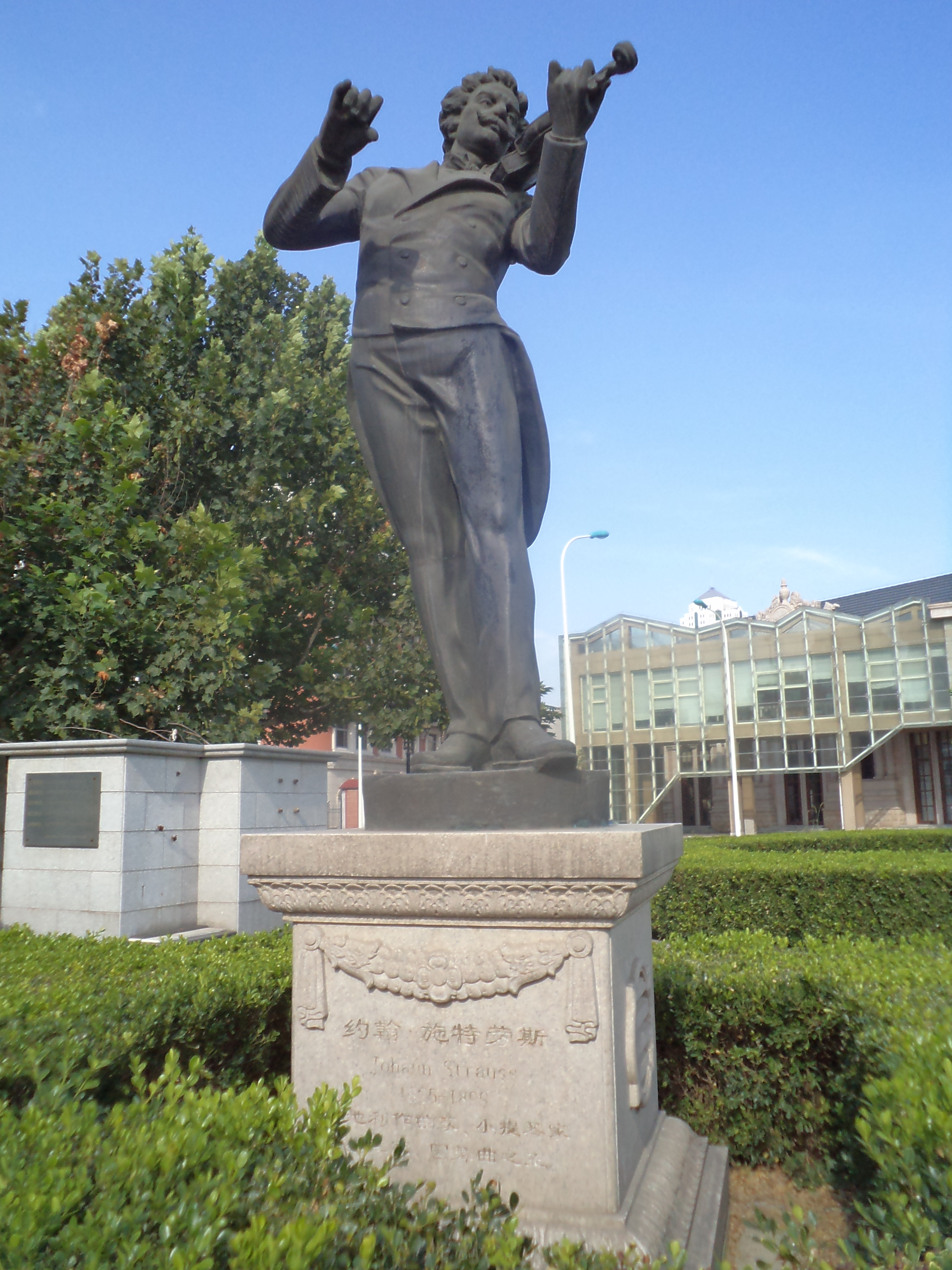
Ifj. Johann Strauss zeneszerző szobra az osztrák stílusú parkban
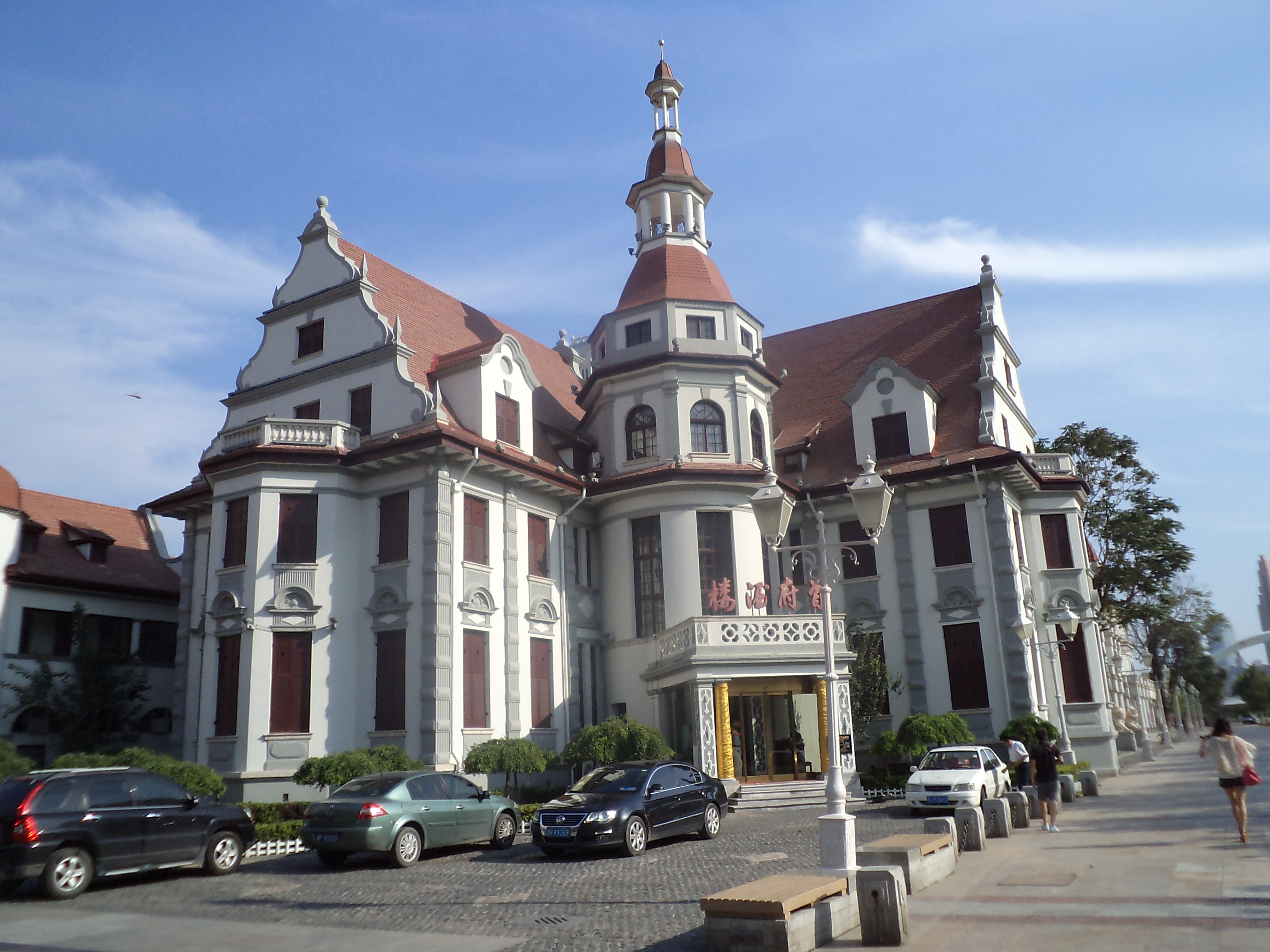
Jüan Si-kaj (Yuan Shikai) osztrák stílusú egykori villája ma étterem

## Fordítás
- Ez a szócikk részben vagy egészben  a   Concessions in Tianjin című angol Wikipédia-szócikk ezen változatának fordításán alapul.  Az eredeti cikk szerkesztőit annak laptörténete sorolja fel. Ez a jelzés csupán a megfogalmazás eredetét és a szerzői jogokat jelzi, nem szolgál a cikkben szereplő információk forrásmegjelöléseként.

### Ajánlott irodalom
- Józsa, Sándor. Kína és az Osztrák-Magyar Monarchia (magyar nyelven). Akadémiai Kiadó, Budapest, (1966)
- Dikötter, Frank. The Age of Openness China before Mao [archivált változat] (angol nyelven). Berkeley: University of Chicago Press (2008). ISBN 9780520258815. Hozzáférés ideje: 2011. április 15. [archiválás ideje: 2011. július 28.] Archiválva 2011. december 17-i dátummal a Wayback Machine-ben
- Polonyi, Péter. Kína története (magyar nyelven). Maecenas Kiadó (1994). ISBN 9638469048
- Jordán, Gyula. Kína története (magyar nyelven). Aula kiadó (1999). ISBN 9789639215191